# Garry Ringrose
Garry Ringrose (Blackrock, 26 gennaio 1995) è un rugbista a 15 irlandese che gioca nel ruolo di tre quarti centro con il Leinster nel Pro14.

## Biografia
Nato a Blackrock, Ringrose iniziò a giocare a rugby nel Blackrock College RFC prima di approdare al Leinster, con cui nel 2015 cominciò a disputare il Pro12. In precedenza la sua prestazione con l'Irlanda U-20 ai Mondiali giovanili 2014, con la nazionale irlandese che terminò al quarto posto, gli valse la candidatura al premio World Rugby come miglior giocatore giovanile dell'anno.
Fece il suo debutto internazionale con l'Irlanda affrontando il 12 novembre 2016 il Canada al Lansdowne Road di Dublino. Due settimane dopo segnò la sua prima meta nella partita vinta 27-24 contro l'Australia e in seguito giocò da titolare in tutte e cinque le partite del Sei Nazioni 2017.

## Palmarès
- Champions Cup: 1
Leinster: 2017-18
- Pro14: 4
Leinster: 2017-18, 2018-19, 2019-20, 2020-21